# Каралашвили, Кохта Георгиевич
Ко́хта Гео́ргиевич Каралашви́ли (груз. კოხტა გიორგის ძე ყარალაშვილი; 24 сентября 1898, Тифлис, Российская империя, ныне Тбилиси, Грузия — 17 февраля 1947, там же) — грузинский актёр театра и кино. Заслуженный артист Грузинской ССР (1946).

## Биография
Играл на профессиональной сцене. В кино с 1926 года.
Похоронен в Дидубийском пантеоне.

## Фильмография

### Актёр
- 1927 — Гюлли — Кербалай
- 1928 — Элисо — Важиа
- 1928 — Замаллу — шарманщик Сандро
- 1930 — Камера номер 79
- 1930 — Свинопасу повезло
- 1932 — Шакир — Шакир
- 1932 — Пустыня
- 1935 — Скала Аршаула — Коба
- 1937 — Каджети — Тариэл (к/м)
- 1940 — Родина — Амиран
- 1941 — Сокровища Ценского ущелья — Павле
- 1942-1943 — Георгий Саакадзе — Квливидзе, соратник Георгия
- 1946 — Давид Гурамишвили — Георгий

## Награды
- 1946 — заслуженный артист Грузинской ССР